# جون ك. تشيس
جون ك. تشيس (بالإنجليزية: John C. Chase)‏ هو سياسي أمريكي، ولد في 1870، وتوفي في 1939. حزبياً، نشط في Social Democratic Party of America ‏.